# Галапагосская микроплита
Галапаго́сская микроплита́ — маленькая океаническая тектоническая плита западного побережья Южной Америки у Галапагосских островов. Имеет площадь 0,00036 стерадиан. Обычно рассматривается как часть плиты Наска.
Отличается от других тектонических плит тем, что вращается по часовой стрелке между тремя много бо́льшими тектоническими плитами вокруг неё (плита Наска, плита Кокос и Тихоокеанская плита). К северу от неё меньшая по размерам Северо-Галапагосская микроплита также вращается, но против часовой стрелки.